# David Oshinsky
David M. Oshinsky (né en 1944) est un historien américain. Il est le directeur de la Division d'études sociales du monde médical (Medical Humanities) à la New York University School of Medicine et professeur d'histoire à l'université de New York.
En 2006, il est lauréat du prix Pulitzer d'histoire pour son ouvrage intitulé Polio: An American Story, publié l'année précédente.

## Biographie
Oshinsky est diplômé de l'université Cornell en 1965 et devient docteur à l'université Brandeis en 1971. Il remporte le prix Pulitzer d'histoire en 2006 pour son ouvrage intitulé Polio: An American Story. Il a aussi été récompensé pour d'autres de ses ouvrages, recevant le prix D. B. Hardeman pour A Conspiracy So Immense: The World of Joe McCarthy, et le prix Robert Kennedy pour Worse Than Slavery: Parchman Farm and the Ordeal of Jim Crow Justice. Il publie régulièrement dans le New York Times, le Washington Post, et Chronicle of Higher Education. Auparavant, Il a enseigné l'histoire à l'université du Texas à Austin.

### Ouvrages
- (en) David M. Oshinsky, Senator Joseph McCarthy and the American Labor Movement, Columbia, Mo., University of Missouri Press, 1976, 206 p. (ISBN 0-8262-0188-1)
- (en) David M. Oshinsky, A Conspiracy So Immense : The World of Joe McCarthy, New York, The Free Press, 1983, 597 p. (ISBN 0-02-923490-5)
- Oshinsky, David M., Horn, Daniel et McCormic, Richard Patrick, The Case of the Nazi Professor, Rutgers University Press, 1989 (ISBN 0-8135-1427-4)
- David M. Oshinsky, Worse than Slavery : Parchman Farm and the Ordeal of Jim Crow, Free Press, 1997, 320 p. (ISBN 0-684-83095-7)
- Ayers, Edward L., Gould. Lewis L., Oshinsky, David M. et Soderlund, Jean R., American Passages : A History of the American People, Volume I, Wadsworth Publishing Company, 1999 (ISBN 0-03-072573-9)
- Ayers, Edward L., Gould. Lewis L., Oshinsky, David M. et Soderlund, Jean R., American Passages : A History of the American People, Volume II, Wadsworth Publishing Company, 1999 (ISBN 0-03-072574-7)
- David M. Oshinsky, Polio : An American Story, Oxford University Press, USA, 2005, 342 p. (ISBN 0-19-515294-8, lire en ligne)
- (en) David M. Oshinsky, A Conspiracy So Immense : The World of Joe McCarthy, New York, Oxford University Press, 2005 (1re éd. 1983), 597 p. (ISBN 0-19-515424-X, lire en ligne)
- David M. Oshinsky, Capital Punishment on Trial: Furman v. Georgia and the Death Penalty in Modern America, 2010
- David M. Oshinsky, Bellevue : Three Centuries of Medicine and Mayhem at America's Most Storied Hospital, 2016, 400 p. (ISBN 978-0-385-52336-3)

### Articles (sélection)
- David M. Oshinsky, « The Senior G-Man David M. Oshinsky is a professor of history at Rutgers University and the author of "A Conspiracy So Immense: The World of Joe McCarthy." », The New York Times,‎ 15 septembre 1991 (lire en ligne, consulté le 16 avril 2008)
- David M. Oshinsky, « Heil Woodrow! », The New York Times,‎ 30 décembre 2007 (lire en ligne)
- David M. Oshinsky, « In the Heart of the Heart of Conspiracy », The New York Times,‎ 27 janvier 2008 (lire en ligne)